# Пуебла-де-Санчо-Перес
Пуебла-де-Санчо-Перес (ісп. Puebla de Sancho Pérez) — муніципалітет в Іспанії, у складі автономної спільноти Естремадура, у провінції Бадахос. Населення — 2910 осіб (2010).
Муніципалітет розташований на відстані близько 320 км на південний захід від Мадрида, 75 км на південний схід від Бадахоса.
На території муніципалітету розташовані такі населені пункти: (дані про населення за 2010 рік)
- Пуебла-де-Санчо-Перес: 2884 особи
- Ель-Рапосо: 26 осіб

## Демографія
Динаміка населення (INE ):